# Ramen

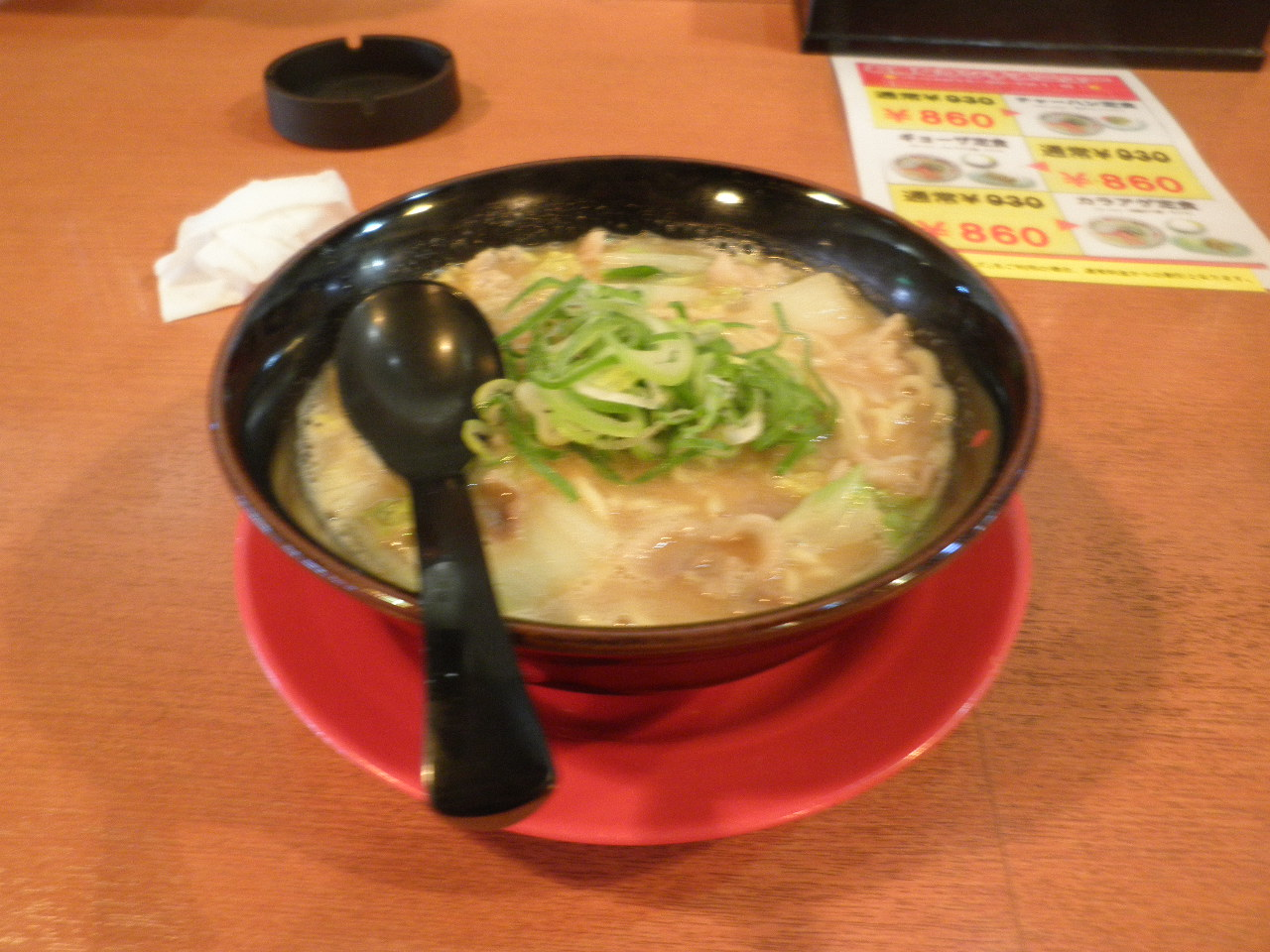
Ramen

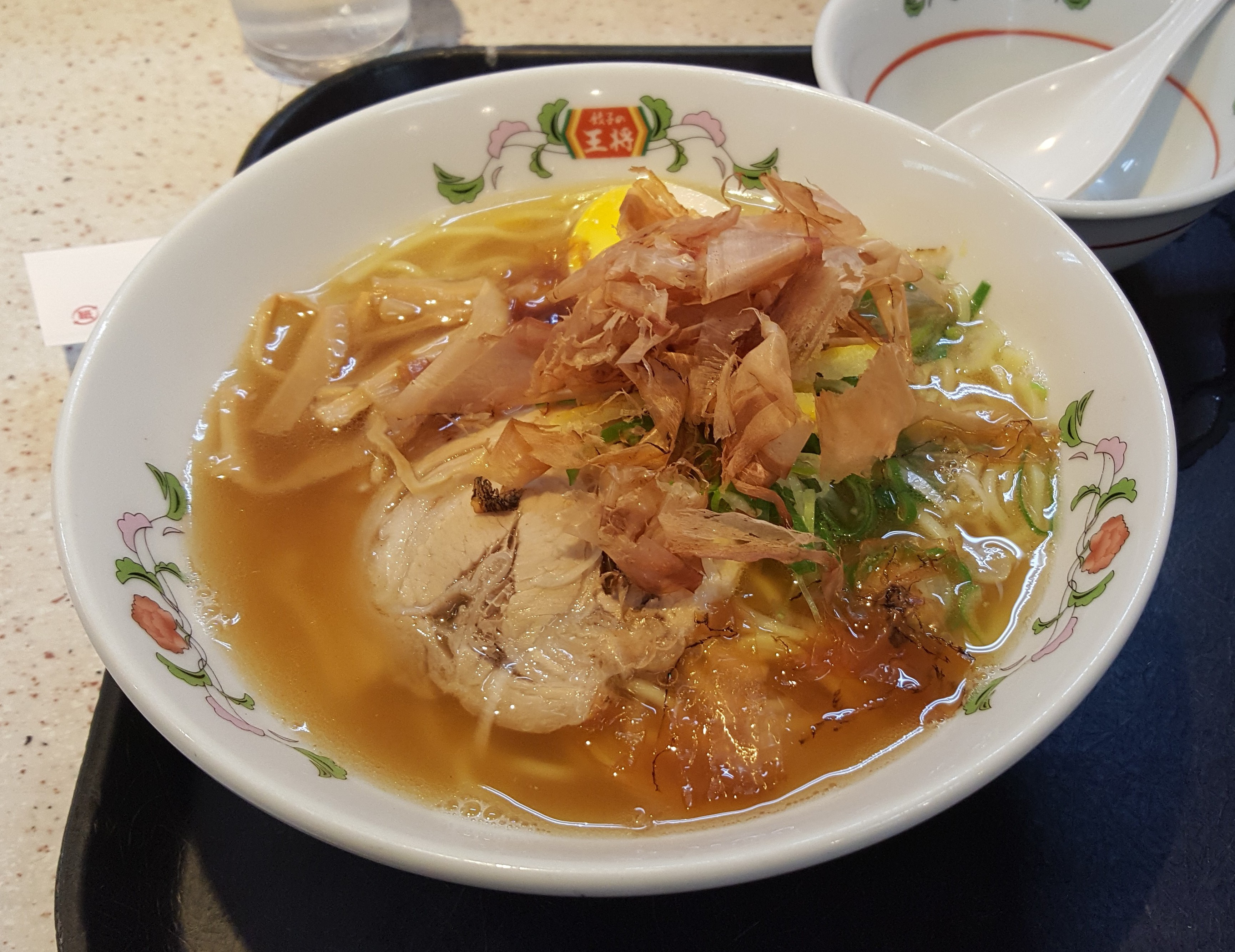
Shōyu ramen

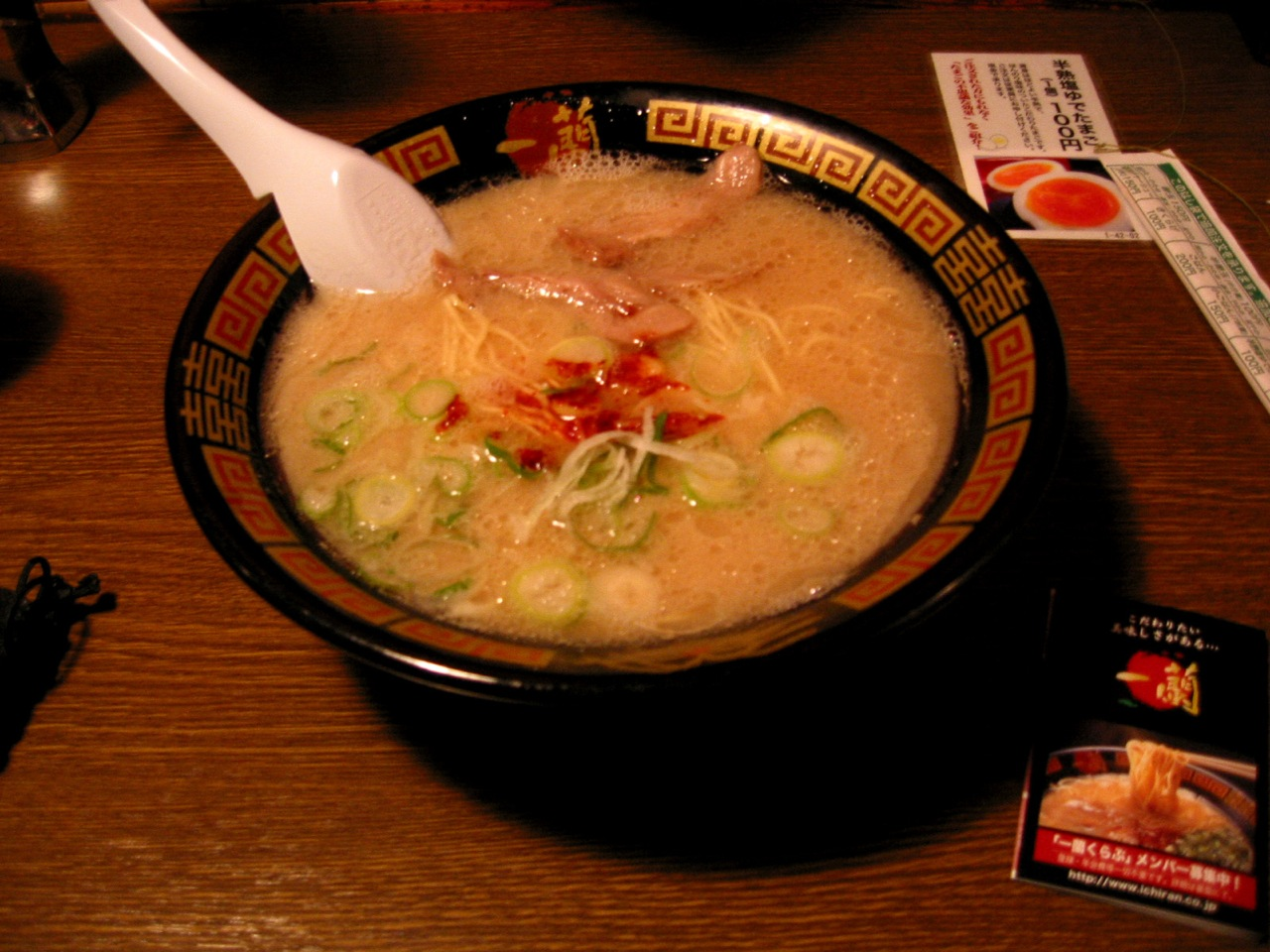
Tonkotsu ramen

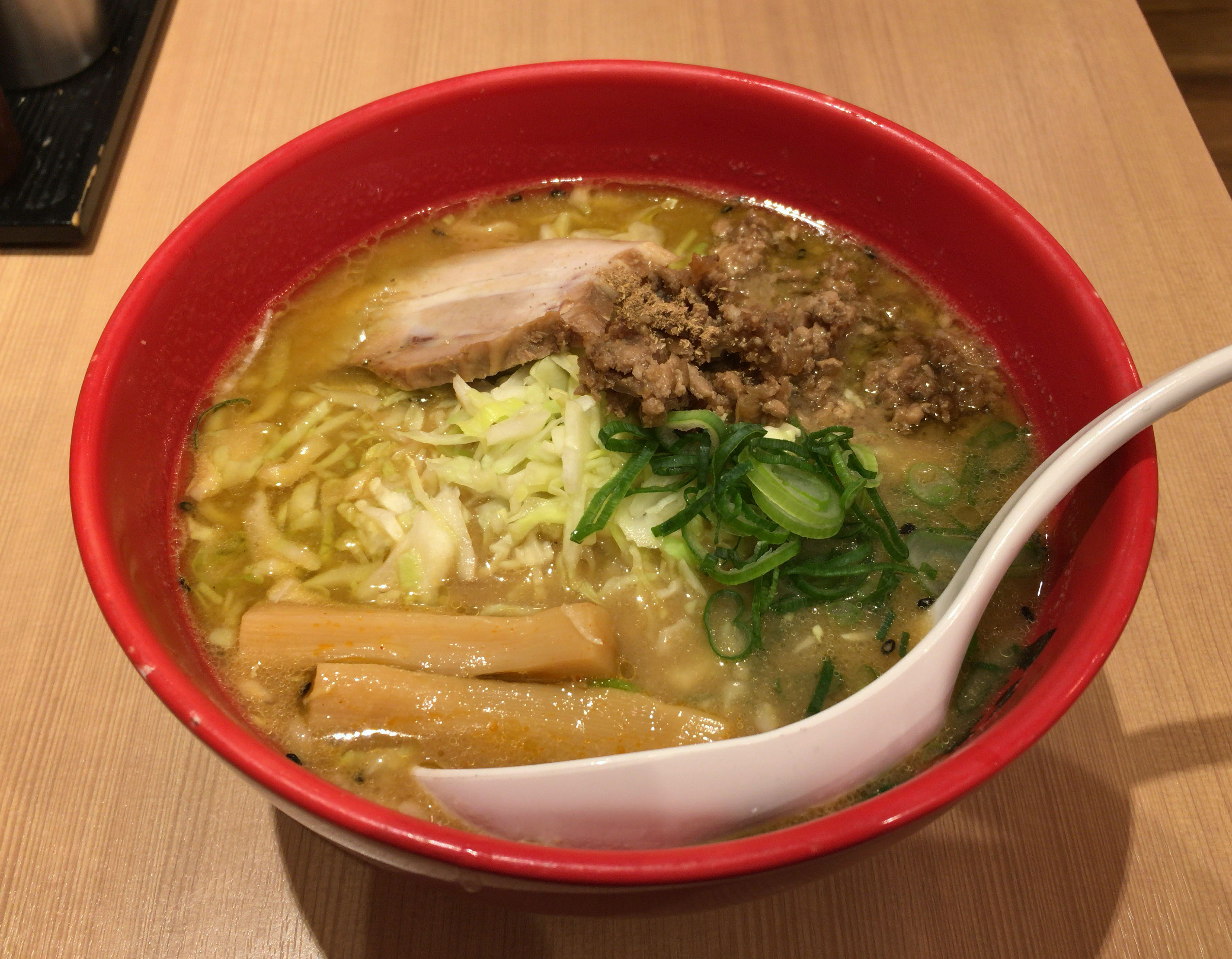
Miso ramen

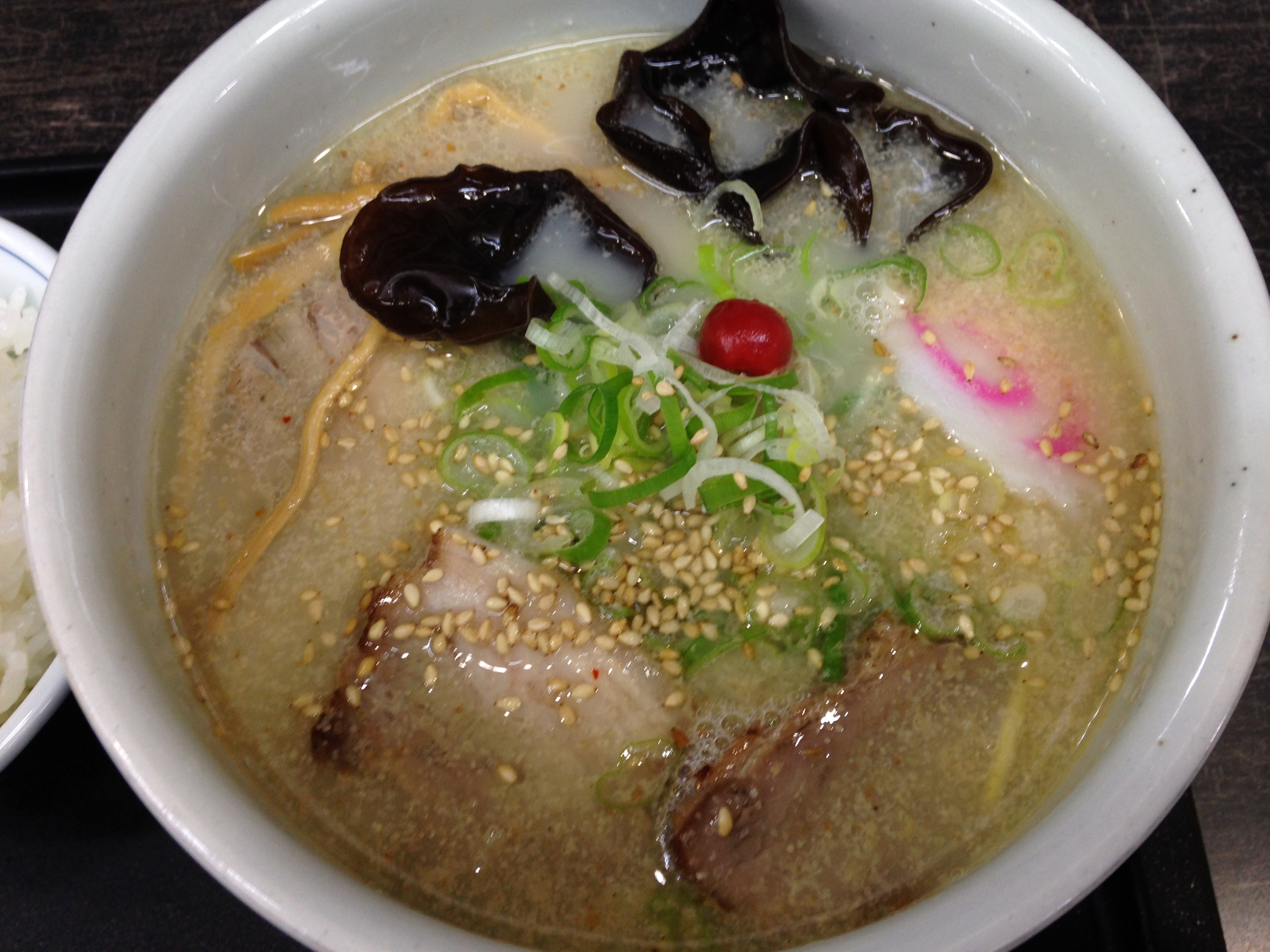
Shio ramen

Ramen (ラーメン) este o mâncare tradițională japoneză. Este o supă de carne sau de pește ce conține tăiței, și poate fi aromată cu sos de soia și miso. Depinzând de tip, poate conține și alte ingrediente, precum carne de porc (チャーシュー chāshū), alge (海苔 nori), bambus (メンマ menma), ceapă verde (葱 negi), ou fiert sau ciuperci. Aproape fiecare regiune din Japonia își are propria variantă de ramen, de la tonkotsu până la miso ramen din Hokkaido. Este unul dintre simbolurile gastronomiei japoneze, fiind una dintre mâncărurile favorite în ultimele decenii.